# Ghana
Ghana, formellt Republiken Ghana, tidigare Guldkusten, (engelska: the Republic of Ghana) är en suverän stat och republik i Västafrika. Landet gränsar till Togo i öst, Burkina Faso i norr, Elfenbenskusten i väst och Guineabukten i syd.
År 1957 var Ghana en av de första afrikanska staterna att uppnå självständighet.
Vid självständigheten ansågs Ghana som ett av de mest välmående länderna i Afrika, men ekonomiskt vanstyre och sjunkande kakaopriser på världsmarknaden undergrävde landets ekonomi. Under 1990-talet började dock ekonomin återhämta sig.
Landet är numer en stabil demokrati trots sin historia med flera militärkupper.

## Etymologi
Ordet ghana betyder "krigarkonung", och var källan till namnet Guinea (via franska Guinoye) som används för att referera till Västafrikas kust (som i Guineabukten). [källa behövs]
Ghana uppkallades efter det medeltida kungariket Ghana. Det gamla kungariket låg dock längre norrut i Afrika än dagens Ghana gör.

## Historia

### Tidig historia
Liksom på många andra ställen i Afrika varierade klimatet i Ghana under Pleistocen-epoken (för 2 600 000 till 11 700 år sedan).
När det var större nederbörd kom skogen att sprida sig norrut och människorna drog sig mot Sahara. När så nederbörden minskade, bosatte sig människorna också i den nuvarande skogen.
Från tidig stenålder har arkeologiska fynd hittats i form av mikrolitsamlingar.
Runt 1500 f.Kr. förekom bosättningar där det troligen odlades jams och oljepalm. Arkeologiska fynd har varit bland annat mikroliter, stenverktyg och keramik.
Från 100-talet e.Kr. pågick järnutvinning nära Begho. Begho utvecklades till en stor bosättning cirka 1000 e.Kr. och nådde sin höjdpunkt i perioden 1400–1800. Denna utveckling överensstämmer med många andra urbana centra som var delaktiga i nordligt inriktad fjärrhandel.
Ghanas historia före slutet på 1400-talet härleds främst från muntlig tradition som refererar till folkvandringar från de forntida rikena i västra Sahel, nuvarande Mauretanien och Mali.

### Tidig kolonialtid
Under tidig kolonialtid utgjordes det nuvarande Ghana av ett antal olika kungadömen, som till exempel Ga Adangbes på östkusten, i inlandet av Ashanti och flera olika stater tillhörande folkslaget fante längs kusten och i inlandet. Byteshandeln med de europeiska staterna blomstrade efter kontakten med portugiserna på 1400-talet, och britterna etablerade kronkolonin Guldkusten år 1874.
Den första kontakten med européer skedde i slutet av 1400-talet då portugisiska sjöfarare anlände till regionen. Europeiska handelsstationer för bland annat slavhandel började grundas i slutet av 1500-talet. Svenskägda Afrikanska kompaniet anlade 1650 kolonin Cabo Corso, som 1658 erövrades av Danmark. Från slutet av 1600-talet svarade Storbritannien och Nederländerna för större delen av handeln i området..
På slutet av 1600-talet grundades Ashantiriket i inlandet, som tidigare kontrollerats av Denkyira. Detta kuvades av Storbritannien först på 1890-talet.

### Kolonialtiden
1874 grundades den brittiska kolonin Guldkusten och utökades 1901 med Ashanti och Northern Territories.

### Självständigheten
Ghanas första president Kwame Nkrumah, vars ledord var "demokratisk socialism", var en av förgrundsgestalterna inom panafrikanismen. Den hade han kommit i kontakt igenom studier i USA, och "Back to Africa Movement."
1957 slogs den tidigare brittiska kolonin Guldkusten och territoriet Brittiska Togoland samman och blev Ghana. Det var det första landet i det koloniala Afrika som blev självständigt. Ghana har fått sitt namn från Ghanariket, ett rike som blomstrade i Västafrika mellan cirka 700 och 1076. Detta rike omfattade dock inte nuvarande Ghana utan låg längre norrut.
Landets första president Kwame Nkrumah förbjöd 1964 alla oppositionspartier, fängslade landets regimkritiker och orienterade sig mot kommunistblocket. Nkrumah avsattes i en militärkupp redan 1966, men inte förrän 1992 antogs en konstitution som tillåter flera politiska partier.

## Geografi

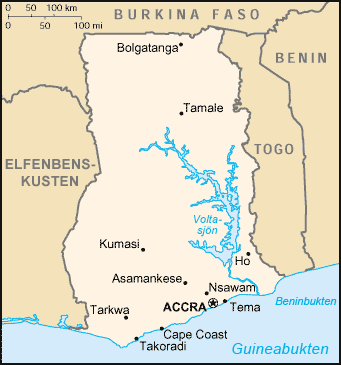
Ghana.

Ghana har 2 420 km landgräns och kust mot Guineabukten. Ghana är ungefär lika stort som Storbritannien.

### Topografi och hydrografi
Ghana är låglänt längs kusten i söder och i den mellersta delen, omkring Voltabäckenet (100–200 meter över havet), och platålandskap och låga berg i Voltabäckenets utkanter.
Mitt i Voltabäckenet ligger Voltasjön (cirka 8 500 km²), en av världens största konstgjorda insjöar. Den bildas genom en uppdämning av Voltafloden vid Akosombo och används både för konstbevattning, kraftproduktion, fiske och rekreation. Floden Voltas viktigaste bifloder är Svarta Volta (Mouhoun), som utgör gränsen mot Elfenbenskusten i väst, Vita Volta (Nakambe), som kommer från Burkina Faso i norr, och Oti, som kommer från Togo i öst.
Bäckenet avgränsas mot norr, väst och söder av branta kanter uppbyggda av sandsten, bland annat vid Gambaga i norr och Nkawkaw i söder. Söder om Voltabäckenet ligger Ashanti- och Kwahu-platåerna, med höjder på 500–700 meter över havet. Terrängen är ganska flack, med undantag av små, isolerade inselberg som häver sig upp över omgivningen. Ghanas enda egentliga bergslandskap är Akwapim- och Togobergen i den sydöstra delen av landet, med flera parallella ryggar i riktning sydväst–nordost. Här finns landets högsta punkt Afadjato, 885 meter över havet. Bergarterna här är av prekambrisk ålder, och består väsentligen av skiffer, sandsten och kvartsit.
Söder om Ashantiplatån ligger en låg, bred kustslätt med jämna sandstränder och laguner utanför flodmynningarna. Kusten är cirka 550 kilometer lång.

### Klimat
Landet ligger i den tropiska klimatzonen. De sydvästra delarna har ett typiskt ekvatorialt monsunklimat med en årsnederbörd på 1 500–2 000 mm, fördelat på omkring 120 regndagar. 
Kustslätten i sydost tar emellertid bara emot 750 mm om året, något som troligen beror på kustens sträckning och den stabiliserande påverkan från det kyligare vattnet i havet utanför. 
Den södra delen har två regnperioder, den ”stora” i april–juni och den ”lilla” i september–november. 
Mot norr avtar nederbörden till cirka 1 000 mm, och norr om Tamale har man bara en regnperiod. Under torrperioden, som här varar fyra till sex månader, blåser torra vindar (harmattan) från Sahara. Temperaturerna är höga och jämna hela året, med minst daglig och årlig variation i sydväst. Årsmedeltemperaturen växlar från cirka 26 °C vid kusten till närmare 29 °C i inlandet. De högsta temperaturerna förekommer vanligen mellan februari och april.
| Ghanas klimat | Ghanas klimat | Ghanas klimat | Ghanas klimat | Ghanas klimat | Ghanas klimat | Ghanas klimat | Ghanas klimat | Ghanas klimat | Ghanas klimat | Ghanas klimat  | Ghanas klimat |
|               | Varmast       | Max           | Min           | Kallast       | Max           | Min           | Årsnederbörd  | Våtast        | mm            | Torrast        | mm            |
| ------------- | ------------- | ------------- | ------------- | ------------- | ------------- | ------------- | ------------- | ------------- | ------------- | -------------- | ------------- |
| Accra         | mars–april    | 31            | 24            | augusti       | 27            | 22            | 725           | juni          | 240           | jan            | 52            |
| Kumasi        | mars          | 33            | 22            | augusti       | 27            | 21            | 1400          | juni          | 140           | juni           | 23            |
| Tamale        | mars          | 37            | 24            | augusti       | 29            | 22            | 1040          | september     | 154           | juni–september | 8             |

Temperaturerna som uppges är genomsnittligt dagligt maximum och minimum i respektive månad.

### Växtliv
Kustlandet är längst ut täckt av mangroveträsk och kokospalmer, som längre in övergår i gräsland och buskskog. Stora delar av södra Ghana, särskilt Ashanti- och Kwahu-platåerna samt Akwapim- och Togobergen, är klädda av tropisk skog. Av värdefulla ädelträsorter finns bland annat afrikansk mahogny, abachi och sapele. De mellersta och nordliga delarna av Ghana är täckta av savann, med en vegetation som består av spridda träd och högt gräs.

### Naturskydd
Några av Ghanas miljöproblem är avskogning med åtföljande jorderosion, tjuvjakt på vilda djur, vattenföroreningar och brist på färskvatten. I norr påverkar torka jordbruket menligt.

## Styre och politik

### Författning och styre
Ghana har ett enkammarparlament som liksom presidenten väljs i allmänna val vart fjärde år. Landet är en flerpartistat. Ghanas politiska system lyfts ibland fram som ett demokratiskt exempel, då det är en av de mest stabila demokratierna i Afrika. Presidenten är också överbefälhavare och har den verkställande makten. Parlamentet har den lagstiftande makten och består av 275 ledamöter.
Landet var från början av 1957 en Parlamentarisk demokrati,[källa behövs] vilket dock följdes av omväxlande civila och militärt influerade regeringar. År 1992 fick landet sin nuvarande konstitution, som har en klar maktdelning.
Valsystemet gynnar landsbygden, med dess låga befolkningstäthet.[källa behövs]

### Administrativ indelning

Ghanas regioner.

Innan 2018 var Ghana indelat i tio regioner: Ashanti, Brong-Ahafo, Centralregionen, Nordregionen, Storaccra, Volta, Västregionen, Östregionen, Övre västregionen och Övre östregionen.
Efter en folkomröstning i de berörda regionerna 2018 inrättades sex nya regioner, vilket gör att landet är indelat i totalt 16 regioner. Dessa är: Ahafo, Ashanti, Bono, Bono East, Central, Eastern, Greater Accra, North East, Northern, Oti, Savannah, Upper East, Upper West, Volta, Western, och Western North. Dessa är i sin tur uppdelade i distrikt.

### Politik
Ghana blev självständigt 1957. Tre år senare övergick landet till att bli en republik. Landets förste president Kwame Nkrumah störtades 1966 vid en militärkupp. Hans tid vid makten var känd för korruption och förtryck. Makten övertogs av militären men 1969 utlyses fria val efter tre års militärstyre.
Som följd av landets ekonomiska läge skedde en ny militärkupp 1972. Efter kuppen infördes centraliserad ekonomi i ett försök att rädda landets ekonomi. Det dröjde några år men en ny militärkupp ägde rum 1978. Året därpå skedde en ny militärkupp. Även denna orsakad av landets ekonomiska läge. Kuppen leddes av Jerry Rawlings. Han lämnade över makten till parlamentet men avrättade först bland annat flera tidigare statschefer. År 1981 ägde ännu en militärkupp. Denna var  Rawlings andra kupp och denna gång ville han själv ta ansvar för att leda landet rätt. Året därpå skedde ett kuppförsök ledd av både äldre och yngre militärer. Denna blev inte framgångsrik. Även gick militärer samman för att avsätta Rawlings, dock utan framgång.
År 1990 började en återgång till demokratiskt system debatteras efter folkligt missnöje och krav från bidragsgivare. Två år senare genomfördes en folkomröstning om en ny grundlag, som bland annat gjorde Ghana till en flerpartistat. Den nya grundlagen antogs.Samma år hölls även presidentval. Då Rawlings lyckats stabiliserande ekonomin får han förtroende att fortsätta leda landet genom det nya partiet National Democratic Congress (NDC). Även i valet 1996 fick Rawlings klar majoritet och fortsatte därför leda landet.
År 2001 skedde det första fredliga maktskiftet när Rawlings efterträddes av John Agyekum Kufuor som tillhörde New Patriotic Party (NPP). Kufuor valdes om i valet 2004. I valet fyra år senare lyckades inte NPP få egen majoritet av rösterna och landet tvingades till extraval. I januari 2009 blev John Evans Atta Mills Ghanas president (parti: National Democratic Congress).
Den 24 juli 2012 avled den sittande presidenten oväntat och några timmar efter dödsbeskedet tog vicepresidenten John Dramani Mahama över statschefskapet.Samma år hölls val och Mahama ställdes mot sju andra kandidater men lyckades, med liten marginal, vinna valet.
År 2015 erhöll landet ett stödpaket från Internationella valutafonden (IMF) för att kunna genomföra ekonomiska reformer. En ekonomisk kris hade ånyo återuppstått till följd av sjunkande världsmarknadspriser. Samma år offentliggjorde en journalist korruption i landet, vilket blev en skandal. I presidentvalet i december 2016 fick Nana Akufo-Addo majoriteten av rösterna. Valet kom till stor del att handla om just ekonomi och korruption.
År 2018 hölls folkomröstning om bildandet av sex nya regioner, med brett stöd gjorde detta att landet nu har 16 regioner. Det påföljande året utropade sig en del av Ghana, ensidigt, som självständigt under namnet Västra Togoland.
I parlamentsvalet 2020 så valdes 40 kvinnor in (15 %). Akufo-Addo blev återvald som president.

### Rättsväsen
Lagsystemet är en blandning av brittisk och inhemskt traditionell rätt.

### Internationella relationer
ACP, AfDB, Afrikanska unionen, C, ECOWAS, EITI (adjungterat), FAO, Förenta nationerna, G-24, G-77, IAEA, IBRD, ICAO, ICC (nationella komiteér), ICCt, ICRM, IDA, IFAD, IFC, IFRCS, ILO, Internationella valutafonden, IMO, IMSO, Interpol, IOC, IOM, IPU, ISO, ITSO, ITU, ITUC (NGOs), MIGA, MINURSO, MINUSMA, MONUSCO, NAM, OAS (observatör), OIF, OPCW, UNAMID, UNCTAD, Unesco, UNHCR, UNIDO, UNIFIL, UNISFA, UNMIL, UNMISS, UNOCI, UNSOM, UNWTO, UPU, WCO, WFTU (NGOs), Världshälsoorganisationen, WIPO, WMO, Världshandelsorganisationen.
Medlemskapet i Förenta Nationerna erhölls den 8 mars 1957.

## Ekonomi och infrastruktur
Ghana har stora naturtillgångar och en stor jordbrukssektor.
Under 1983-90 infördes två ekonomiska återhämtningsprogram. 1980-talets ekonomiska återhämtningsprogram tillsammans med den fortsatta liberaliseringen av ekonomin under 1990-talet gjorde att ekonomin började återhämta sig efter den stora stagneringen sedan självständigheten 1957.
Ghanas ekonomi fortsatte att förbättras under 00-talet med hjälp av höga priser på viktiga exportvaror som guld och kakao. Ghanas ekonomi påverkas lätt av skiften i världsmarknadspriser och väder.
Ghana skrev 2006 under ett avtal med Millennium Challenge Corporation (MCC) i syfte att underlätta modernisering och transformering av jordbrukssektorn i landet. Ghana valdes 2002 till skuldavskrivningsprogrammet Heavily Indebted poor country (HIPC), samt gynnas av Multilateral Debt Relief-initiativet som trädde i kraft 2006. 
Omkring hälften av befolkningen levde i början på 2000-talet på mindre än två  amerikanska dollar per dag vilket var en kraftig minskning av andelen fattiga i landet. År 2009 signerade Ghana ett treårigt fattigdomsminsknings- och tillväxtprogram med Internationella valutafonden (IMF) för att förbättra den makroekonomiska stabiliteten, öka den privata sektorns konkurrenskraft, utveckla landets humankapital samt främja god samhällsstyrning och samhällsansvar. Förnuftig makroekonomisk styrning tillsammans med höga guld- och kakaopriser hjälpte landet upprätthålla en relativt hög BNP-tillväxt under perioden 2008-2010. Med en genomsnittlig BNP-tillväxttakt på 5,4 % de senaste tre åren.
I början av 2010 utnämnde den dåvarande presidenten John Atta Mills återhämtning från hög inflation, förbättrad handelsbalans och minskat budgetunderskott som sina prioriteringar.
Ghana gick över från låginkomstland till ett medelinkomstland 2011, landets BNP tillväxt detta år var en av de högsta i världen tack vare oljeinkomsterna. Dock gjorde övergången det svårare för Ghana att få lån hos IMF och Världsbanken och således lånade Ghana tre miljarder dollar från Kina istället.
Trots stora naturtillgångar är Ghana ändå beroende av internationellt ekonomiskt och tekniskt stöd. 
Inkomsterna var ojämnt fördelade och över 30 procent av hushållen var mycket fattiga under slutet av 2010-talet. 
Ghanas ekonomi påverkades kraftigt av pandemiutbrottet i början av 2020-talet. Utbrottet återställde nästan fyra decenniers ekonomisk utveckling.

### Näringsliv

#### Jord-, skogsbruk och fiske
År 2010 bestod jordbruk av 30 % av landets BNP, vilket gjorde den till Ghanas viktigaste. Matgrödor odlas mest, näst efter kakao, men den inhemska produktionen motsvarar inte behovet och således måste Ghana importera matgrödor från grannländerna.
Under 00-talet har produktionen av kakao legat på rekordnivåer och Ghana var en av världens tre största kakaoproducenter.
År 2017 utgjorde jordbrukssektorn ungefär 20 % av BNP och sysselsatte mer än halva arbetskraften, i huvudsak små jordägare.

#### Energi och råvaror
75 procent av elektriciteten producerades av vattenkraft. Största dammen, Akosombodammen, byggdes vid Voltafloden 1965.
Naturtillgångar i landet är guld, timmer, industridiamanter, bauxit, mangan, fisk, gummi, vattenkraft, petroleum, silver, salt och kalksten.

#### Industri
År 2010 utgjorde industrisektorn 19 % av landets BNP. Industrin hade ett behov av importerad utrustning vilket medförde ett lågt kapacitetsutnyttjande. Elbrist och höga råvarukostnader gav problem för industrin som gradvis återhämtat sig från 1990-talet.
Oljeproduktion vid offshore-anläggningen Jubileefältet började i mitten på december 2010 och förväntades höja den ekonomiska tillväxten.

#### Tjänster och turism
Servicesektorn stod 2017 för cirka 57 procent av landets BNP.

### Handel
Landet exporterar förutom olja, guld och kakao även timmer, bauxit, mangan och diamanter. De viktigaste exportmottagarna är Nederländerna, Storbritannien och Frankrike. Viktiga importvaror är olja, livsmedel och kapitalvaror. Importen kommer huvudsakligen från Kina, Nigeria och USA. De största exportinkomsterna kom från guld, kakao och timmer. Importen av varor är större än exporten, och underskottet i handelsbalansen låg 2010 på cirka 1 870 miljoner dollar.

### Infrastruktur

#### Transporter
Ghana har 10 flygplatser varav sju är belagda med asfalt och en, Kotokas internationella flygplats, är internationell.
Totalt 650 km järnväg (32 km dubbelspår) med spårvidd på 1 067 mm.[källa behövs]
Städer som förbinds:
- Accra-Tema
- Kumasi
- Sekondi–Takoradi[8]

År 2009 fanns totalt 109 515 km landsväg varav 13 515 km var belagda och 95 729 km var grusvägar.
Ghana har två hamnar för större fartyg. Den största ligger i Tema och hanterar det mesta av importgodset. Den andra ligger i Takoradi. Ghana har cirka 1 293 km vattenleder.

#### Utbildning och forskning
| Läs- och skrivkunnighet      | Läs- och skrivkunnighet | Läs- och skrivkunnighet |
| ---------------------------- | ----------------------- | ----------------------- |
|                              | 2009                    | 2017                    |
| Andel av befolkningen >15 år | 67 %                    | 76,6 %                  |
| Andel av män > 15 år         | 73 %                    | 82 %                    |
| Andel av kvinnor > 15 år     | 60 %                    | 71,4 %                  |

Primärskolan består av nio år. Den är obligatorisk och kostnadsfri. Sekundärskolan är frivillig och förbereder elever för högre utbildning. I primärskolan är andelen flickor och pojkar jämnt fördelad men i sekundärskolan är andelen pojkar högre än andelen flickor.
I Ghana finns både statliga och privata universitet samt andra former av högre utbildning.

## Befolkning
Med afrikanska mått mätt är Ghana tämligen tätbefolkat (113 invånare per km² 2014). Befolkningstätheten är störst i de centrala kustområdena. 34 procent av befolkningen bor i städer. De folkrikaste storstadsområdena är runt huvudstaden Accra, med över 4 miljoner invånare, och Kumasi, med över 2,5 miljoner invånare. Andra stora städer är Tamale, Tema (en förort till Accra) och Sekondi-Takoradi.

### Demografi

#### Minoriteter
Ghanas befolkning består av uppemot 75 olika folkgrupper med olika språk och kulturtraditioner. De allra flesta av grupperna är mycket små; 65 av dem utgör var och en för sig mindre än en procent av Ghanas samlade befolkning. Akantalande folk, bland andra ashanti, fante, abron och anyi, dominerar i syd (44 procent av befolkningen), ga-adangbe i och omkring huvudstaden (8 procent), och ewe längre österut (13 procent). I norr finns en mängd gurtalande folkgrupper, bland andra dagomba, mamprusi, konkomba och dagari. 
Myndigheterna i Ghana har fört en konsekvent politik för att utjämna olikheter och motsättningar mellan de etniska grupperna, och konflikter som beror på etnicitet är förhållandevis små, men det uppstod i mitten av 1990-talet ändå vid flera tillfällen etniska sammanstötningar i den norra delen av landet.
Många av folkgrupperna i Ghana har traditionellt matrilinjära släktskapssystem, och kvinnor spelar en central roll bland annat i handelsverksamhet. Denna roll ger dem inflytande också på andra områden.

#### Migration
Emigration, först och främst illegal invandring till Nigeria, minskade i många år den totala befolkningstillväxten, men under andra halvan av 1980-talet utvisades uppskattningsvis 1,3 miljoner ghananer från Nigeria och flyttade hem igen. År 2003 fanns det omkring 50 000 flyktingar och asylsökande i Ghana, de allra flesta från Liberia.
Antalet flyktingar 2017 utgjorde till 6 656 stycken, samtliga från Elfenbenskusten.

### Språk
Officiellt språk i landet är engelska. De mest utbredda språken tillhör gur- och kwaspråken i niger-kongofamiljen. Av gurspråk talas mossi i norr. I söder dominerar kwaspråken akan, ewe och ga-adangme.

### Religion
Omkring två tredjedelar av invånarna är kristna. Den största kristna gruppen är pingstvänner och karismatiker, dit cirka 24 procent av befolkningen räknas. Andra protestantiska kyrkor samlar cirka 19 procent. De största bland dessa är metodisterna och presbyterianerna. Det finns även flera självständiga afrikanska kyrkor. Kristendomen är starkast i södra Ghana.
Basel Missionary Society (BMS) började 1828 missionsarbete bland fantifolket vid atlantkusten och så småningom även bland ashantifolket. Genom BMS arbete växte landets metodistkyrka fram. Denna driver idag över 1 000 skolor.
1880 sände Romersk-katolska kyrkan i Lyon missionärer till Ghana. Idag är cirka 15 procent av befolkningen katoliker. Vid sekelskiftet började den Anglikanska kyrkan missionsverksamhet i landet. De följdes av missionärer från Frälsningsarmén (1922), Assemblies of God (1931), World-Wide Evangelization Crusade (1940), Baptist Mid-Missions (1946), Serving in Mission, SIM (1952) och Wycliffe Bibelöversättare (1962). Genom SIM:s arbete växte Bible Church of Africa (BCA) fram.
Omkring 15 procent av invånarna är muslimer. Religionen är särskilt stark i norr och i städerna, där det finns många muslimska immigranter.[källa behövs]
I norra Ghana utövar många människor traditionella inhemska religioner, med starka inslag av animism. Det är även vanligt med synkretism, det vill säga att människor som officiellt räknas som kristna eller muslimer praktiserar vissa traditionella sedvänjor. Vid folkräkningen 2000 utövade 8,5 procent av befolkningen traditionella religioner.
Det finns även grupper av judar, buddhister och bahá'íer i Ghana. Jesu Kristi Kyrka av Sista Dagars Heliga (Mormonerna) uppförde ett tempel i Accra 2004 efter att medlemsantalet blivit stort.[källa behövs]

### Sociala förhållanden
På landsbygden är den utvidgade familjen viktig medan kärnfamiljen är viktigare i urbana miljöer. Samhället präglas av traditionella sociala värderingar.

### Hälsa
| Hiv och aids          | 2020    |
| --------------------- | ------- |
| Andel av befolkningen | 1,7 %   |
| Antal                 | 350 000 |
| Dödsfall per år       | 13 000  |
| Fetma                 | 2016    |
| Andel av befolkningen | 10,9 %  |
| Undervikt hos barn <5 | 2014    |
| Andel av befolkningen | 11,0 %  |

### Övriga befolkningsdata
Den senaste folkräkningen hölls den 26 september 2010 och då uppgick den faktiskt befintliga befolkningen i Ghana (de facto) till 24 658 823 invånare, varav 12 024 845 män och 12 633 978 kvinnor.
Folkräkningar hade tidigare hållits 2000, 1984, 1970, 1960 och 1948.
Invånartalet i Ghana uppskattades till:
- The World Factbook: 28 102 471 (2018),[2][37]
- Förenta nationerna: 28 834 000 (2017),[3]
- Internationella valutafonden: 28 278 000 (2017)[5]
- Världsbanken: 28 206 728 (2016)[38]
- Ghana Statistical Service: 28 308 301 (2016).[39]

## Kultur
Kulturen skiljer sig mellan landsbygd och de urbaniserade områdena, där den på landsbygden är mer traditionellt inriktad medan den i de urbaniserade områden är traditionellt inriktad men med influenser från väst.

### Konstarter

#### Musik och dans
Musiken är ofta en kombination av musik och dans. Inom modern musik har musikstilen highlife, som har tydliga västerländska influenser, utvecklats. Parallellt har dock intresset för den traditionella musiken vuxit sig stark. En betydande roll i Ghanas musik spelar trummor och andra slagverk. Tidigare användes trummor under krigståg eller för att skrämma fienden. I flera byar har trummslagaren en nästan religiös ställning. Ofta använda trummor är donno med gethud, atumphan med elefanthud och etwiay som skapar ett ljud som liknar leopardens läte.

#### Bildkonst
Ghanas kultur inkluderar dans, musik, keramik, guld- och silversmide samt textiler. Ghana är känt för sitt handvävda, rikt färgade, kente-tyg.

#### Sagor och skönliteratur
I nästan alla sagor förekommer den mytiska spindelmannen Kwaku Ananse som är en ironisk variant av den vanliga invånaren i Ghana. Berättelser om Ananse har oftast inget fastlag slut. De ändras istället efter berättarens tycke. Lokala kungariken har en talesman, okyeame, som framträder under ceremonier. Landets första författare som J. E. Casely Hayford (Ekra-Agiman) publicerade sina skrifter på engelska. Skönliteratur på inhemska språk utkommer sedan självständigheten.

### Traditioner

#### Matkultur
Maten präglas av det välmående jordbruket och av historiska  internationella kopplingar. Den är i regel vegetabilisk även om fisk och räkor också används.
I urbana områden är maten tydligt influerad av väst. Traditionell mat är fufu, kenke och gari foto. I landet tillverkas också ljust öl.

#### Kläder och mode
Kente-kläder är traditionella kläder som bärs vid högtidliga tillfällen. De är politiskt laddade, men har blivit trendiga även i väst. År 2018 sågs kente på Louis Vuittons visning i Paris.

#### Kultursymboler och viktiga personligheter
Den nobelprisvinnande, före detta generalsekreteraren för FN och toppdiplomaten Kofi Annan var från Ghana.

### Idrott
Sport är en viktig del av Ghanas kultur, och har så varit sen landet blev självständigt. I synnerhet har den uppmuntrats för att skapa en samhörighet.
Fotboll är den populäraste sporten, och utövas av både män och kvinnor. Flera nationella framgångar har nåtts, framförallt i Afrikanska mästerskapen.

## Internationella rankningar
| Organisation                                | Undersökning                   | Rankning   |
| ------------------------------------------- | ------------------------------ | ---------- |
| Heritage Foundation/The Wall Street Journal | Index of Economic Freedom 2019 | 109 av 180 |
| Reportrar utan gränser                      | Pressfrihetsindex 2019         | 27 av 180  |
| Transparency International                  | Korruptionsindex 2018          | 78 av 180  |
| FN:s utvecklingsprogram                     | Human Development Index 2018   | 142 av 189 |